# Ghislaine Thesmar
Ghislaine Thesmar (Pekín, China; 18 de marzo de 1943) es una famosa bailarina clásica francesa.

## Biografía
Estudió en el Conservatorio de París debutando en 1961 en el ballet del Marqués de Cuevas como La bella durmiente. En 1968, se casa con el bailarín y coreógrafo Pierre Lacotte quien revive ballets románticos olvidados para ella con extraordinario éxito. Además de Odette/Odile en El lago de los cisnes y Giselle en Giselle se la recuerda especialmente por revivir La sílfide de Filippo Taglioni donde hizo pareja con Michaël Denard.
Es estrella del Ballet de la Ópera de París entre 1972 y 1985, siempre bajo la dirección de Lacotte y del Ballet de Monte Carlo de 1986 a 1988. Es invitada al Rambert Ballet, Grands Ballets Canadiens, New York City Ballet y el ballet del Teatro Colón de Buenos Aires. 
Enseña en el ballet de la Opera de Paris.

## Estrenos mundiales a su cargo
- Formes (Petit, 1967)
- Catulli Carmina (Nault, 1969)
- Pas rompu (Nault, 1969)
- La sílfide (Taglioni, reconstruido por Lacotte, 1971)
- Schéhérazade (Petit, 1974)
- La nuit transfigurée (Petit, 197?)
- Orphée et Eurydice (Balanchine, 197?)

## Documentos visuales
- La sílfide, Taglioni-Lacotte, con Thesmar y Denard.[2]
- Marco Spada, 1986, Auber-Lacotte, con Thesmar y Nureyev. Filmado en la Opera de Roma, 1982
- The romantic era, 1990, Sir Anton Dolin entrevista a Alicia Alonso, Eva Evdokimova, Carla Fracci y Ghislaine Thesmar.